# Komo-Mondah
Le Komo-Mondah est un département de la province de l'Estuaire. Son chef-lieu est la ville de Ntoum.

## Divisions administratives
- Commune de Ntoum
- Commune d'Owendo
- District de Bikele
- Canton de Komo Mbé (Akok)